# Tarabai Bhosale
Tarabai Bhosale (nata Mohite) (1675 – Satara, 1761) è stata la reggente dell'impero maratha dell'India dal 1700 al 1708.
Era la regina consorte di Rajaram Bhonsale, nonché nuora del fondatore dell'impero, il chatrapati Shivaji Maharaj. È ricordata per il ruolo nella resistenza contro l'occupazione dell'impero mughal dopo la morte del marito, nelle veci di reggente durante la minore età del figlio Shivaji II.

## Biografia
Tarabai proveniva dal clan Mohite. Era la figlia di Hambirrao Mohite, comandante in capo delle forze di Shivaji Maharaj, il re fondatore dell'impero Maratha. Soyarabai, sorella di Hambirrao, era la regina consorte di Shivaji Maharaj e la madre del suo figlio minore Rajaram I. Tarabai fu data in sposa a Rajaram Maharaj nel 1682, all'età di 8 anni, diventando così la sua seconda moglie.
Dopo la morte del suo fratellastro e predecessore Sambhaji Maharaj, Rajaram governò sull'impero Maratha dal 1689 al 1700, quando la sua prima moglie Jankibai era l'imperatrice consorte. Alla morte di Rajaram nel marzo 1700, Tarabai proclamò come successore di Rajaram il suo figlio minorenne Shivaji II (in futuro noto come Shivaji I di Kolhapur) e se stessa come reggente.

### Reggenza

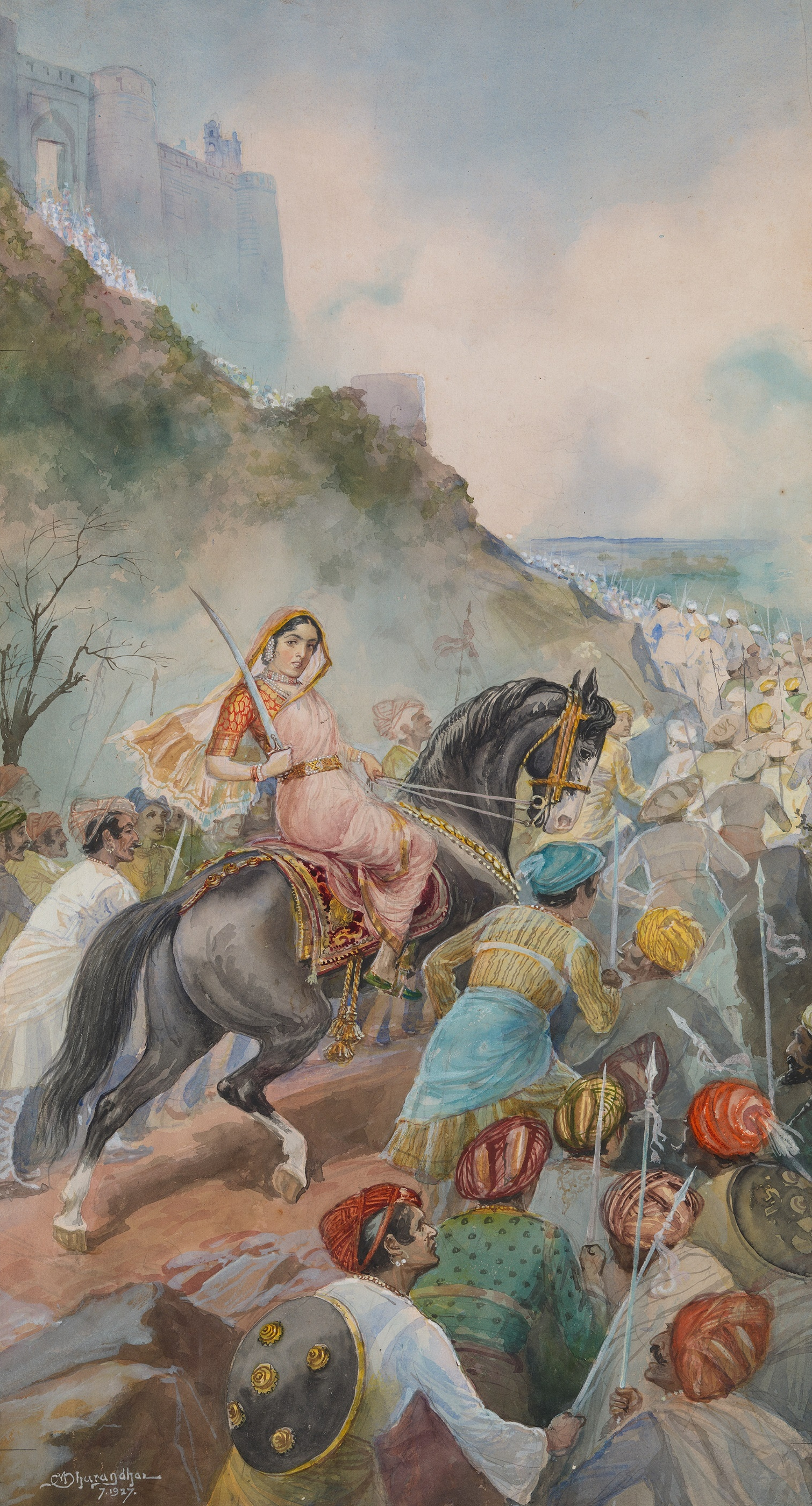
Tarabai in battaglia in un dipinto del 1927 del noto pittore Marathi M. V. Dhurandhar

In qualità di reggente, Tarabai prese in carico il conflitto contro le forze dell'imperatore mughal Aurangzeb. Tarabai era istruita in materia di cavalleria e organizzò in prima persona manovre strategiche durante la guerra. Condusse personalmente battaglie e perseverò nella lotta contro i Mughal. A questi ultimi fu proposta una tregua in termini tali che venne subito rispedita al mittente, così Tarabai continuò la sua resistenza contro di loro. Entro il 1705, i maratha avevano oltrepassato il fiume Narmada e fatto piccole incursioni nel Malwa, ritirandosi immediatamente. Nel 1706, Tarabai fu catturata dalle forze mughal per un breve periodo di quattro giorni, ma riuscì a fuggire dopo che l'accampamento in cui era tenuta prigioniera fu vittima di un'imboscata dei maratha. La nazione maratha fu sollevata dalla notizia della morte di Aurangzeb, che era morto ad Ahmadnagar e che sarebbe stato sepolto a Khuldabad, vicino ad Aurangabad, nel Maharashtra, nel 1707.
Jadunath Sarkar, uno storico indiano esperto in dinastia mughal, si espresse così sul periodo 1700–1707: «Durante questo periodo, la forza che guidava il Maharashtra non era alcun ministero, quanto la regina vedova Tarabai. Il suo genio amministrativo e la forza del suo carattere salvarono la nazione durante quella bruttissima crisi».

### Conflitto con Shahu
In risposta all'attacco maratha, i Mughal liberarono Shahu I, il figlio di Sambhaji e nipote di Tarabai, a certe condizioni. Immediatamente egli contestò a Tarabai e suo figlio Shivaji II la leadership politica dei Maratha, e riuscì a prevalere, emarginando Tarabai, grazie alla sua posizione legale e alla diplomazia del peshwa Balaji Vishwanath. Nel 1709 Tarabai mise in piedi una corte rivale a Kolhapur e nominò suo figlio Shivaji II come primo Chhatrapati di Kolhapur, con il titolo di Shivaji I di Kolhapur. Tuttavia, quest'ultimo fu deposto nel 1714 dall'altra vedova di Rajaram, Rajasabai, la quale mise sul trono suo figlio Sambhaji II; questi avrebbe fatto imprigionare Tarabai e suo figlio. Shivaji I di Kolhapur morì nel 1726. Nel 1730 Tarabai si riconciliò con Shahu I e andò a vivere a Satara, senza alcun potere politico.

### Conflitto con Balaji Baji Rao

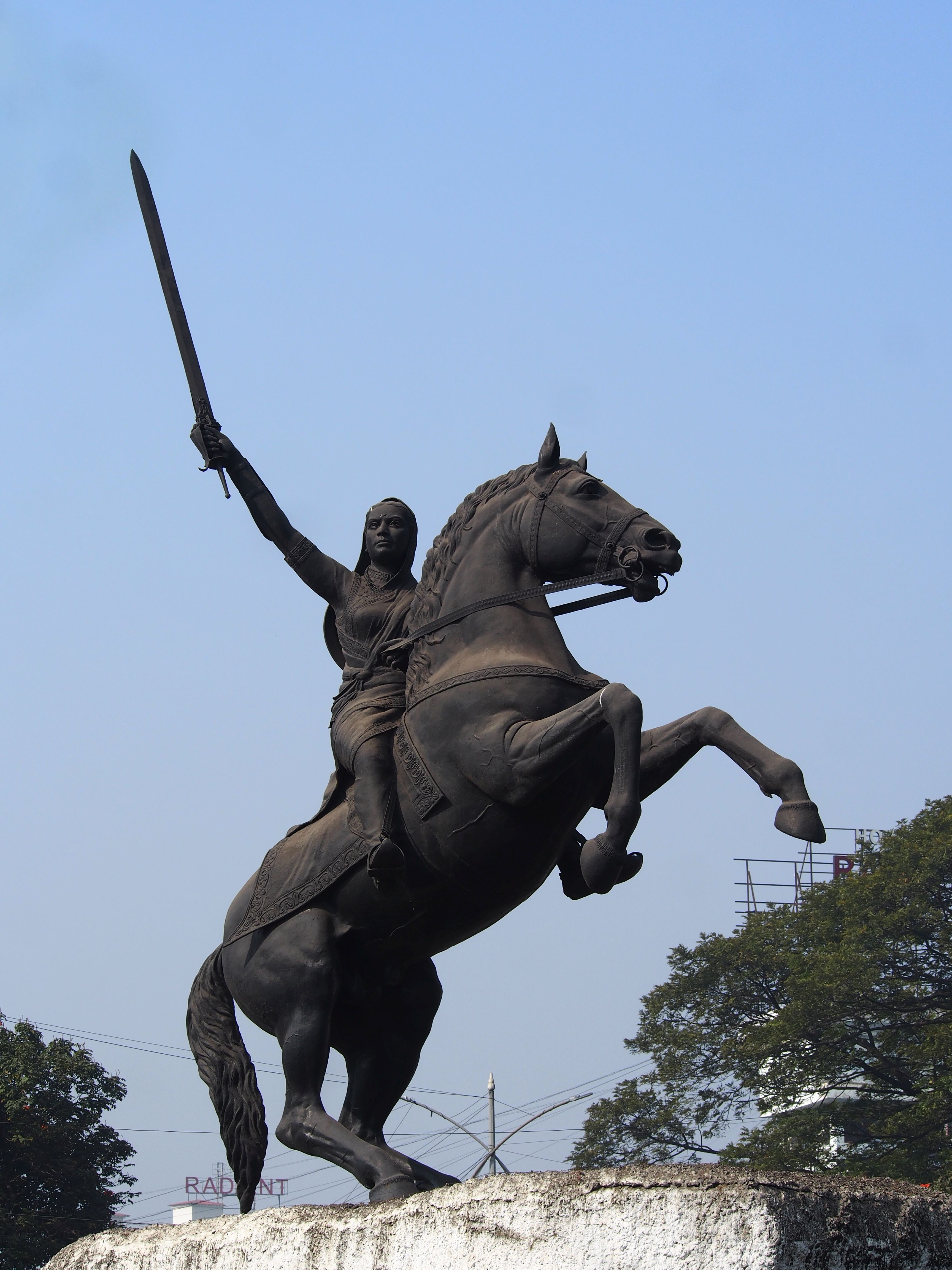
Statua equestre di Tarabai a Kolhapur

Negli anni 1740, durante gli ultimi anni di vita di Shahu, Tarabai presentò a Shahu I, privo di eredi, un ragazzo che lei sosteneva essere suo nipote e quindi, in quanto tale, un diretto discendente di Shivaji. Sosteneva che Rajaram fosse stato nascosto dopo la sua nascita e allevato dalla moglie di un soldato, in via cautelativa. Shahu, non avendo figli maschi propri, adottò il ragazzo, che gli sarebbe succeduto come Rajaram II (noto anche come Ramaraja).
Dopo la morte di Shahu nel 1749, Rajaram II gli successe come chhatrapati. Quando Balaji Baji Rao partì per la frontiera mughal, Tarabai intimò a Rajaram II di rimuoverlo dalla carica di peshwa. Quando Rajaram si rifiutò, lo imprigionò in una segreta a Satara, il 24 novembre 1750. Dichiarò inoltre che era stato un impostore e lo aveva infondatamente presentato a Shanu come proprio nipote.
All'inizio dell'ottobre 1750, Tarabai incontrò Umabai Dabhade, che come lei nutriva risentimenti nei confronti del peshwa. In suo supporto, Umabai mise in campo 15 000 truppe comandate da Damaji Rao Gaekwad. Quest'ultimo riuscì a sconfiggere una forza di 20 000 unità comandate dal peshwa Trimbakrao Purandare, presso Nimb, una cittadina a nord di Satara. Marciò poi su Satara, dove fu accolto da Tarabai. Ciononostante, Trimbakrao riorganizzò il suo esercito e il 15 marzo attaccò l'esercito di Gaekwad, accampato sulle rive del fiume Venna. Gaekwad fu sconfitto in battaglia e costretto alla ritirata in seguito a pesanti perdite.
Nel frattempo, Balaji Baji Rao ritornò dalle frontiere e raggiunse Satara il 24 aprile. Assaltò la guarnigione di Yavateshwar a Satara, sconfiggendo le forze di Tarabai. Circondò la fortezza di Satara e richiese a Tarabai di liberare Rajaram II, le cui condizioni psicofisiche si erano deteriorate significativamente. Tarabai si rifiutò e Balaji Baji Rao dirottò verso Pune, dal momento che un assedio alla fortezza, ben provvista, non sarebbe stato semplice. Damaji Gaekwad, Umabai Dabhade e i loro familiari furono arrestati dagli uomini del Peshwa.
Un comparto della guarnigione di Tarabai si ribellò contro di lei, la quale fece decapitare il capo della rivolta, Anandrao Jadhav. Si rese tuttavia conto di non essere in grado di combattere contro Balaji Baji Rao, e accettò di incontrarlo a Pune per un accordo di pace. Janoji Bhonsle, un altro rivale di Balaji Baji Rao, si trovava nel circondario di Pune e acconsentì a fornirle protezione con il suo esercito. A Pune, Balaji Baji Rao la trattò con rispetto e, dopo qualche riluttanza, lei riconobbe la superiorità del rivale. Acconsentì a congedare il luogotenente Baburao Jadhav, inviso a Balaji Baji Rao. In cambio, Balaji Baji Rao le concesse il perdono. Il 14 settembre 1752, i due fecero un solenne giuramento di pace reciproco presso il tempio di Khandoba a Jejuri. Durante questa cerimonia, Tarabai giurò anche che Rajaram II non era suo nipote. Nonostante ciò, Balaji Baji Rao mantenne Rajaram II come Chhatrapati titolare e come leader di facciata.

## Nella cultura di massa

### Arte
Nel 1927, Bhawanrao Shriniwasrao Pant Pratinidhi dello stato di Aundh commissionò al noto artista marathi M. V. Dhurandhar un dipinto raffigurante Tarabai mentre comanda le sue truppe.

### Cinema
Nishigandha Wad interpretò Tarabai nel dramma storico Shivrayachi Soon Tararani (1993), diretto da Dinkar D. Patil.

### Televisione
Tarabai è stata interpretata in serie televisive da Pallavi Joshi (Peshwa Bajirao, 2017), Neena Kulkarni (Swamini, 2019) e Swarda Thigale (Swarajya Saudamini Tararani, 2021).